# Адам II фон Хунолщайн
Адам II фон Хунолщайн (на немски: Adam II Vogt von Hunolstein; * 1480/1481; † 1520) е фогт и господар на замък Хунолщайн в Морбах в Хунсрюк (Рейнланд-Пфалц) от младата линия на рода.
Той е най-големият син на фогт Йохан III фон Хунолщайн († 1516) и съпругата му Агнес фон Пирмонт († 1490), дъщеря на Фридрих II фон Пирмонт-Еренбург († 1491) и Катарина фон Елтц († сл. 1493). Братята му са Фридрих Фогт фон Хунолщайн († 1519) и Хайнрих Фогт фон Хунолщайн († сл. 1494).

## Фамилия
Адам II фон Хунолщайн се жени на 21 септември 1502 г. за Елизабет фон Ратзамхаузен цу Щайн († пр. 18 ноември 1529), дъщеря на рицар Егенолф V фон Ратзамхаузен († sl. 1510) и († сл. 1510) и Маргарета фон Лионкурт († сл. 1481), наследничка на Обер-Хомбург. Те имат пет деца:
- Адам III фон Хунолщайн (* 1505/1506; † 26 юли 1540, в дворец Оберхомбург, вер. отровен), женен на 18 ноември 1529 г. за Мария Хилхен фон Лорх (* ок. 1508; † 5 октомври 1561 в Мерксхайм или 5 октомври 1565), дъщеря на рицар и императорски фелдмаршал Йохан Хилхен фон Лорх (1484 – 1548) и Доротея фон Рюдесхайм († 1512); имат две деца
- Хаман фон Хунолщайн († сл. 1533)
- Ева фон Хунолщайн († сл. 1530), омъжена за Йохан фон Барби
- Анна фон Хунолщайн († сл. 1549)
- Отилия фон Хунолщайн